# Broomhall
Broomhall – osada i civil parish w Anglii, w Cheshire, w dystrykcie (unitary authority) Cheshire East. W 2011 roku civil parish liczyła 204 mieszkańców. Broomhall jest wspomniana w Domesday Book (1086) jako Brunhala.